# Nicosia Lawson
Nicosia Lawson (Saint Vincent e Grenadine, 1983) è una modella britannica, incoronata Miss Isole Cayman 2008.
In precedenza, si era classificata al terzo posto al concorso Miss Teen Cayman Islands competition 2000. Ha successivamente rappresentato le Isole Cayman a Miss Mondo 2008 e Miss Universo 2009, ma in entrambi i concorsi non è riuscita a superare la fase preliminare della gara, non classificandosi per le semifinali.
Successivamente, Nicosia Lawson ha intrapreso la carriera di modella professionista grazie alle agenzie di moda B&M Models di Toronto e Models International Management di Ottawa. 
Nel 2006 Nicosia Lawson ha fondato una propria rivista femminile, chiamata Inspire.